# Lysocline
De lysocline is een term uit de geologie, geochemie en mariene biologie voor de diepte in de oceanen waaronder de oplossingssnelheid van calciet flink toeneemt.
Veel mariene organismen hebben skeletjes van calciet (CaCO3) of het polymorfe mineraal aragoniet. Als ze sterven zinken hun skeletjes naar de zeebodem waar ze sedimenteren als lagen calciet. Ondiep zeewater is meestal verzadigd in opgelost calciet, zodat in ondiepe zeeën de bezinkende skeletjes niet oplossen.
Op grotere diepte (en daardoor hogere hydrostatische druk) kan meer calciet opgelost worden in het zeewater en lossen de skeletjes op. De scheikundige reactie kan versimpeld gegeven worden als:
CaCO3(s) + H2O(l) + CO2(aq) → Ca2+(aq) + 2HCO3−(aq)
Op de diepte van de lysocline neemt de reactiesnelheid van deze reactie plotseling enorm toe door hoge druk en andere chemische omstandigheden. Hieronder ligt een diepte die de Carbonate Compensation Depth (CCD) genoemd wordt, waar de hoeveelheid bezinkend calciet even groot is als de hoeveelheid die oplost door de snelle reactie, zodat eronder geen calciet overblijft. Deze diepte ligt op ongeveer 4500 m onder zeeniveau.
De diepte van de CCD kan variëren als gevolg van de chemische compositie van het zeewater en de temperatuur. Gebleken is dat de CCD in het geologische verleden niet altijd op dezelfde diepte voorkwam. Vanaf het Krijt tot in het Eoceen lag de CCD in alle oceanen veel ondieper. Verondersteld wordt dat als de hoeveelheid CO2 in de atmosfeer toeneemt, de CCD omhoog komt als gevolg van het zuurder worden van de oceanen. De laatste twee eeuwen is de pH-waarde van de oceaan gedaald van 8,2 naar 8,1 (dus de zuurgraad is gestegen).

## Verzuring
Door het toegenomen gehalte aan kooldioxide (CO2) in de atmosfeer stijgt ook de concentratie in de oceanen, die daardoor verzuren. Bijna 30% van de kooldioxide in de lucht wordt opgenomen door zeewater. Omdat aragoniet 50% meer oplosbaar is bij deze verzuring, ligt de lysocline voor aragoniet minder diep dan voor calciet. Dit heeft gevolgen voor zeedieren als de zeevlinders (Pteropoda) met een slakkenhuisje van aragoniet. Door de verzuring wordt er minder calciumcarbonaat in slakkenhuisjes aangemaakt, die na de dood van de zeevlinders in de oceaanbodem zou worden opgeslagen. Zo kan oceaanverzuring de opname van kooldioxide door zeewater verminderen en bijdragen aan de opwarming van de lucht.